# Rhopalia gyps
Rhopalia gyps is een vliegensoort uit de familie Mydidae. De wetenschappelijke naam van de soort is voor het eerst geldig gepubliceerd in 1987 door Bowden.
De soort komt voor in de Verenigde Arabische Emiraten en Saoedi-Arabië.